# Catedral de Santa María Asunta (Tanjung Selor)
La Catedral de Santa María Asunta  o simplemente Catedral de Tanjung Selor (en indonesio: Katedral Santa Maria Assumpta) es el nombre que recibe un edificio religioso afiliado a la Iglesia Católica que se encuentra ubicado en la ciudad de Tanjung Selor un distrito en la regencia de Bulungan en la provincia de Kalimatan del Norte al noreste de la isla de Borneo en el país asiático de Indonesia.
El edificio de la iglesia fue bendecido por representante de la Santa sede, el nuncio apostólico, Monseñor Antonio Guido Filipazzi el 5 de febrero de 2012. Aunque la creación de la parroquia data de 1996.
El templo dedicado a la Asunción de la Virgen María al cielo sigue el rito romano o latino y es la iglesia más importante de la diócesis de Tanjung Selor (Dioecesis Tanjungselorensis o Keuskupan Tanjung Selor) que fue creada en el 2001 mediante la bula "Ad aptius consulendum" del papa Juan Pablo II.
Actualmente es sede vacante, por lo que no tiene obispo responsable.